# Crip-Walk
Le Crip-Walk (abrégé en C-Walk), parfois stylisé Crip Walk, est une danse tirant son origine d'une danse codifiée par les membres des Crips, un gang de rue de Los Angeles.

## Histoire
Le C-Walk est né dans les années 1970 dans le South Los Angeles par Robert « Sugar Bear » Jackson, membre des Crips. Le C-Walk était au départ un rituel macabre et cynique observé par des Crips après avoir assassiné ou tabassé un membre des Bloods, le gang adverse. Ce même rituel est aussi pratiqué pour célébrer l'arrivée d'un nouveau membre au sein des Crips, pour alerter ses compagnons de l'arrivée de la police durant la perpétration d'un méfait et même pour prouver son amitié envers un autre membre. Cependant, cette danse s'est peu à peu affranchie de cette influence initiale pour devenir la Clown-Walk (aussi abrégée C-Walk) ensuite. Certains rappeurs tels que WC, Snoop Dogg, Ice Cube, Xzibit, Ice-T l'ont pratiquée.

## Pratique
Le C-Walk se pratique partout dans le monde mais majoritairement aux États-Unis. Comme tout mouvement de hip-hop, il se diffuse dans les pays où cette culture est bien présente. Néanmoins, restant une danse underground, parfois même inconnue des autres milieux du hip-hop, le C-Walk a du mal à s'imposer sur la scène du hip-hop. Dans les années 2000, elle gagne en notoriété car c'est une danse facile à maîtriser et qui laisse une énorme part à l'imagination du pratiquant. Le pas de danse du Crip-Walk s'effectue en V.
De nombreux morceaux de G-funk ainsi que de gangsta rap conviennent à la pratique du C-Walk. Le tempo doit être plutôt lent, si vous pratiquez du Crip Walk, voire du Crown Walk afin de correspondre à la rythmique des différents mouvements, par ailleurs, une mélodie répétitive est conseillée. Dans le cas du Clown Walk, le rythme se doit d'être élevé pour coller avec la rapidité d'exécution des mouvements. Les morceaux les plus adéquats sont C-Walk Cha Cha Cha, C-Walk et Cali Iz Active de Tha Dogg Pound, Space Boogie de Kurupt, Get Your Walk on de Xzibit, Hoo Bangin de Westside Connection, The Streetz de WC Big dreams de Bow wow ainsi que d'autres musiques moins connues mais aussi adaptées pour le C-Walk.
Pour des raisons culturelles et pratiques, les vêtements plutôt larges sont conseillés. À noter que le Crip-Walk a perdu ses valeurs criminelles dans les années 1970 quand il a été adopté dans le milieu du hip-hop. Habituellement, la tenue du gangster de Los Angeles est choisie : un t-shirt blanc de taille XXL ou une chemise à carreaux fermée uniquement par le bouton du haut (influence chicano), un pantalon large en toile Dickies, un jean large ou un pantacourt, des chaussures de sport (Nike Cortez, Nike Air Force One ou Converse Chuck Taylor All Star) ainsi qu'un bandana placé de diverses manières sur la tête et parfois même aux avant-bras. Le Crip ordinaire porte aussi le bandana (bleu) dans la poche gauche de son pantalon ou une casquette (bleue) vers l'arrière tournée légèrement sur la gauche.

## Dans la culture populaire
Le C-Walk se popularise grandement hors des frontières des territoires contrôlés par les Crips, cette manière de danser occupant désormais une place aux États-Unis, mais pas seulement dans la bulle hip-hop. En plus des films comme You Got Served, certains artistes de rap et même de RnB décident d'adopter le C-Walk. Parmi eux, le groupe de pop-RnB B2K et le rappeur Lil Bow Wow. Certains d'entre eux allant même se vêtir de rouge, la couleur des Bloods (le bleu étant celle des Crips). Jamie Foxx exécute aussi quelques pas de C-Walk durant les Grammy Awards 2007[réf. souhaitée].
Serena Williams, lors de sa victoire couronnée par une médaille d'or aux Jeux olympiques d'été de 2012, a fait une démonstration de C-Walk fort contestée par certains médias. L'ancienne championne de tennis réitère le geste lors du show de la mi-temps du Super Bowl 2025, partageant un court instant la scène avec Kendrick Lamar.

### Télévision et cinéma
Aux États-Unis, le C-Walk pénètre[Quand ?] les cours de récréation américaines mais, à cause de ses origines plutôt dérangeantes, la « marche des Crips » est vite bannie de toute institution scolaire américaine. Snoop Dogg ira même sensibiliser les adolescents amateurs de la culture des gangs.
Le C-Walk figure aussi dans deux films : You Got Served ainsi que dans le film 2 Fast 2 Furious. Le C-Walk tient une place minime voire très éphémère (surtout dans 2 Fast 2 Furious) mais le problème se pose dans You Got Served où le C-Walk est présenté comme une simple danse se pratiquant durant des battles amicales tout en taisant la vraie dimension du C-Walk : l'univers des gangs de Los Angeles. Le C-Walk tient aussi une part importante dans le film Colors de Dennis Hopper (1988) qui raconte l'émergence et le début des guerres de gang a Los Angeles à la fin des années 1980.
Le C-Walk figure dans plusieurs clips de hip-hop américain tels que The Streets de WC feat. Nate Dogg and Snoop Dogg, It's The Holidaze, Gangsta Nation et Bow Down de Westside Connection, et Get Your Walk on de Xzibit. À cette époque, MTV refusait de diffuser des vidéos musicales contenant le Crip Walk.

### Hors États-Unis
Dans les années 2000, à Paris, en France, une soirée nommée la Sunshine Ride Party a lieu régulièrement ; il s'agit d'une soirée axée sur le G-funk et où le C-Walk est de rigueur. La FCWC est la première[réf. nécessaire] communauté française de C-Walk créée. Elle consiste à regrouper les danseurs provenant de France ou de pays francophones. Elles organisent différents tournois internes, défis entre membres ainsi que des mixtapes, mais elles donnent aussi la possibilité d'apprendre le C-Walk avec plusieurs tutoriels propres à leur communauté. UW et FCWC permettent aux membres de se rencontrer par région, créant ainsi des rassemblements, appelé way.
Cette « danse » évolue de plus en plus en Europe et chaque pays développe tour à tour leur propre communauté. Elle ne comporte pas de membres de crips à proprement parler, juste le partage d'une même passion pour la danse.

## Accueil
Le rappeur WC explique, à propos du C-Walk : « The gangstas don't dance, they boogie »  (« Les gangsters ne dansent pas, ils « boogient » » ; terme indéfinissable désignant les mouvements du C-Walk, entre autres). Snoop Dogg explique, en s'adressant aux adolescents et aux artistes non concernés par les Crips : « C-Walk is for the Crips only » (« Le C-Walk concerne uniquement les Crips »). Une phrase récurrente dans les chansons de rap, prononcée notamment par Snoop Dogg est : « It's not just a dance, it's a way of living » (« Ce n'est pas seulement une danse, c'est une façon de vivre »).
Ceux qui pratiquent le Crip-Walk sans faire partie des Crips doivent prendre conscience du fait qu'il n'est pas anodin de C-Walker. À la fin du clip Get Your Walk on de Xzibit, on peut voir deux enfants portant des panneaux insistants sur le fait que la C-Walk n'est pas une danse (This is Not a Dance). Considéré comme un signe d'appartenance aux Crips — au même titre que les signes des mains —, les gangs rivaux peuvent considérer que celui qui la danse devant eux les provoque et l'attaquer.

## Genre dérivé
De plus en plus populaire, le Crip-Walk apparait dans le monde entier. Plus comme une « danse » que comme une gestuelle, le Crip-Walk se transforme en Clown-Walk, reprenant les bases du Crip-Walk mais en accélérant les enchainements, puis en inventant de nouveaux pas, plus ou moins propre à chaque danseur. Le Crown-Walk, quant à lui, est une fusion du Crip-Walk et du Clown-Walk, consistant à danser avec le pas du Clown-Walk, sur un beat (rythme) de Crip-Walk.